# Hagnagora epimena
Hagnagora epimena är en fjärilsart som beskrevs av Max Joseph Bastelberger 1908. Hagnagora epimena ingår i släktet Hagnagora och familjen mätare. Inga underarter finns listade i Catalogue of Life.